# 特雷勒堡
特雷勒堡（瑞典語：Trelleborg，發音：[trɛlɛˈbɔrj]）是瑞典斯科讷省的一座城市。2010年人口28290。